# Championnat du Gabon de football 2010-2011
Navigation
Saison précédente Saison suivante
La saison 2010-2011 du Championnat du Gabon de football est la trente-cinquième édition du championnat de première division gabonaise, le Championnat National. Il se déroule sous la forme d’une poule unique avec quatorze formations, qui s’affrontent à deux reprises, à domicile et à l’extérieur. En fin de saison, les deux derniers du classement sont relégués et remplacés par les deux meilleurs clubs de deuxième division.
C’est le Missile FC qui est sacré cette saison après avoir terminé en tête du classement, avec cinq points d’avance sur l'AS Mangasport et seize sur l’AS Pélican. Il s’agit du tout premier titre de champion du Gabon de l’histoire du club.

## Les clubs participants
| - FC 105 Libreville - AS Mangasport - En Avant Estuaire FC - AS Stade Mandji - SOGEA FC - Missile FC - Royal Sporting Club | - Cercle Mbéri Sportif - AS Pélican - CF Mounana - Promu de D2 - USM Libreville - FC Sapins - Promu de D2 - US Bitam - US Oyem |

## Compétition

### Classement
| Rang | Équipe               | Pts | J  | G | N | P | Bp | Bc | Diff |
| ---- | -------------------- | --- | -- | - | - | - | -- | -- | ---- |
| 1    | Missile FC           | 59  | 26 |   |   |   |    |    |      |
| 2    | AS MangasportC       | 54  | 26 |   |   |   |    |    |      |
| 3    | AS Pélican           | 43  | 26 |   |   |   |    |    |      |
| 4    | US BitamT            | 42  | 26 |   |   |   |    |    |      |
| 5    | CF MounanaP          | 39  | 26 |   |   |   |    |    |      |
| 6    | Cercle Mbéri Sportif | 38  | 26 |   |   |   |    |    |      |
| 7    | SOGEA FC             | 37  | 26 |   |   |   |    |    |      |
| 8    | USM Libreville       | 31  | 26 |   |   |   |    |    |      |
| 9    | AS Stade Mandji      | 28  | 26 |   |   |   |    |    |      |
| 10   | US Oyem              | 28  | 26 |   |   |   |    |    |      |
| 11   | FC 105 Libreville    | 27  | 26 |   |   |   |    |    |      |
| 12   | FC SapinsP           | 27  | 26 |   |   |   |    |    |      |
| 13   | Royal Sporting Club  | 23  | 26 |   |   |   |    |    |      |
| 14   | En Avant Estuaire FC | 17  | 26 |   |   |   |    |    |      |

|  | Qualification pour la Ligue des champions de la CAF 2012               |
|  | Qualification pour la Coupe de la confédération 2012                   |
|  | Relégation en deuxième division                                        |
|  | T : Tenant du titre C : Vainqueur de la Coupe du Gabon P : Promu de D2 |

## Bilan de la saison
| Championnat du Gabon de football 2010-2011                        |                        |
| Champion                                                          | Missile FC (1er titre) |
| Coupes et trophées                                                |                        |
| Vainqueur de la Coupe du Gabon 2010-2011                          | AS Mangasport          |
| Qualifications continentales                                      |                        |
| Ligue des champions de la CAF 2012                                | Missile FC             |
| Coupe de la confédération 2012                                    | AS Mangasport          |
| Promotions et relégations                                         |                        |
| Promus en Championnat National                                    | Racing Club de Masuku  |
| Promus en Championnat National                                    | AS Solidarité          |
| Relégués en Championnat du Gabon de football de deuxième division | Royal Sporting Club    |
| Relégués en Championnat du Gabon de football de deuxième division | En Avant Estuaire FC   |